# Osura
Die Osura ist ein rund 11 Kilometer rechter Nebenfluss Verzasca im Bezirk Locarno im Schweizer Kanton Tessin. Sie durchfliesst das Val d'Osura (früher Valle d'Osola) in der Gemeinde Brione.

## Verlauf
Die Osura entspringt auf etwa 2135 m ü. M. im Gebiet Corte del Sambuco zwischen Pizzo dei Chent und Monte Zucchero. Nach kurzem Lauf passiert sie die Schutzhütte Sambuco, ehe sie die Talsohle des Val d'Osola erreicht, wo zugleich mehrere Bäche einmünden. Sie fliesst anfangs nach Südsüdwest vorbei an der Alpe Osura und der Ossolahütte (Capanna Osola), bevor sie sich in einem Bogen nach Südosten wendet. Die Osura passiert mehrere Alpen und den Ortsteil Bolastro. Nachdem sie Brione am südlichen Siedlungsrand passiert hat, mündet sie auf 731 m ü. M. direkt neben dem Fussballplatz von rechts in die Verzasca.